# Superman vs. Muhammad Ali
Superman vs. Muhammad Ali ist ein Superman-Special, das nach einer Story von Denny O’Neil von Neal Adams getextet und gezeichnet wurde. Die Geschichte wurde 1978 in der All New Collectors Edition von DC Comics veröffentlicht, im selben Jahr erschien das Album auch auf Deutsch beim Ehapa-Verlag.

## Handlung
Lois, Clark und Jimmy Olsen wollen ein Interview mit Muhammad Ali machen, der sich gerade in Metropolis aufhält. Da erscheint auf einmal ein Außerirdischer vor ihnen, der sich als Rat’Lar, Anführer der Scrubbs zu erkennen gibt und droht, die Erde zu vernichten, da ihre Bewohner eine Gefahr für die anderen intelligenten Wesen der Galaxie darstellen. Clark verschwindet, um als Superman zu erscheinen, doch Muhammad erklärt ihm, dass dies seine Sache sei. Der Außerirdische sagt, sie könnten die Erde nur retten, indem sie ihren besten Krieger Hun’Ya in einem ultimativen Kampf besiegten. Um zu entscheiden, wer das werde, solle ein Vorkampf stattfinden; der Fairness halber unter roter Sonneneinstrahlung. Superman ist klar, dass er ohne Kräfte antreten muss, daher beschließt Muhammad, ihn zu trainieren. Ihnen wurde ein Tag gewährt; mit Hilfe eines technischen Gerätes jedoch gelangen Superman und Muhammad in eine andere Dimension, in der die Zeit langsamer vergeht (eine Erdenminute dauert hier eine Stunde) und sie so mehr Zeit zum Üben haben. Der böse Rat’Lar durchschaut dies jedoch und droht ihnen, die Erde zu zerstören, sollten sie nicht auf der Stelle zum Kampf antreten.
Der Kampf findet in einem Boxring an Bord eines Raumschiffs statt. Jimmy Olsen ist der Kommentator. Beide Kontrahenten kämpfen hart miteinander. Dabei zeigt sich schnell, dass Muhammad der erfahrenere Kämpfer ist und er schafft es, Superman zu Boden zu bringen. Schließlich tritt er daraufhin gegen Hun’Ya an, den er nach einem harten Kampf tatsächlich bezwingen kann. Rat’Lar jedoch will diesen Sieg nicht anerkennen und befiehlt seiner Flotte, die Erde zu zerstören. Superman jedoch, inzwischen wieder erholt, zerstört die Flotte mit seinen Kräften, die ohne rote Sonnenenergie wieder zum Vorschein kommen. Als Rat’Lar trotzdem nicht aufgeben will, reicht es Hun’Ya und er bringt ihn zu Fall, worauf er ihm sagt, dass er die Scrubbs schlechtgemacht habe und die Erdlinge bei weitem nicht so ehrlos und kriegerisch seien, wie er immer behauptet habe. Anschließend reicht er Superman und Muhammad die Hände, da er wie sie Ehre empfindet.
Wieder auf der Erde erzählt Muhammad Superman, dass er ihn aufgrund einer Bemerkung am Anfang sofort als Clark Kent identifiziert habe. Lachend reichen sich beide die Hände und bemerken, was für ein gutes Team sie wären.